# Mark Weil
Mark Jakovlevitsj Weil (Russisch: Марк Яковлевич Вайль) (Tasjkent, 25 januari 1952 - Tasjkent, 7 september 2007) was een Sovjet en vervolgens Oezbeeks theaterregisseur en -directeur.

## Levensloop
Weil werd geboren in een joods gezin waarvan zijn vader militair was en zijn moeder de hogeschool voor theater in Kiev had voltooid. Zelf studeerde hij af in regie aan de theaterhogeschool van Tasjkent.
Van 1972 tot 1975 werkte hij onder de bekende regisseurs Georgi Tovstonogov in Leningrad en Joeri Ljubimov in Moskou. In 1976 stichtte hij met het Ilkhom Theater dat ook wel het eerste vrije theater van de Sovjet-Unie wordt genoemd. Het werd gedreven zonder subsidies en vrij van staatscensuur, aanvankelijk niettemin ook met onbetaald personeel.
Vanwege de avant-gardistische en regeringskritische stukken werd het theater op aanraden van de KGB in 1982 in haar voortbestaan bedreigd. De opkomende perestrojka verhinderde het verbod echter. Een terugkerend thema was verder de verhouding van de islamitische wereld tot homoseksualiteit. Na de val van het communisme werd Weil vaak uitgenodigd zijn producties in Oost- en West-Europa en in de Verenigde Staten te vertonen.
In 1994 richtte hij een theaterschool op onder de paraplu van het Ilchom-Theater. Daarnaast hield hij seminars en lezingen op meerdere universiteiten in de Verenigde Staten.
Kort voor middernacht op 6 september 2007 werd hij voor zijn woning in Tasjkent neergestoken. In de loop van de volgende ochtend overleed hij in het ziekenhuis. De daders zijn nooit opgepakt en het motief is onbekend gebleven.